# Route Adélie
La Route Adélie de Vitré (en español: Ruta Adelia) es una carrera ciclista de un día, que se disputa en Vitré (Francia) en abril.
Fue creada en 1997 reemplazando al Tour d'Armorique. Desde la creación de los Circuitos Continentales UCI en 2005 forma parte del UCI Europe Tour, dentr ode la categoría 1.1. La Route Adélie, por decisión del comité organizador, se retiró de la Copa de Francia de ciclismo en 2008 aunque en 2012 volvió a integrase en dicha competición.

## Palmarés
| Año  | Ganador             | Segundo            | Tercero              |           |
| ---- | ------------------- | ------------------ | -------------------- | --------- |
| 1996 | Marc Bouillon       | Thierry Marie      | Serguéi Ivanov       |           |
| 1997 | Nicolas Jalabert    | Cyril Saugrain     | Germano Pierdomenico |           |
| 1998 | Jaan Kirsipuu       | Paul Van Hyfte     | Pascal Lino          |           |
| 1999 | Torsten Schmidt     | Nicolas Vogondy    | Max van Heeswijk     |           |
| 2000 | Laurent Brochard    | Jan Bratkowski     | Oscar Cavagnis       |           |
| 2001 | Jaan Kirsipuu       | Stéphane Heulot    | Laurent Brochard     |           |
| 2002 | Marcus Ljungqvist   | Stéphane Heulot    | Laurent Brochard     |           |
| 2003 | Sébastien Joly      | Henk Vogels        | Laurent Brochard     |           |
| 2004 | Anthony Geslin      | Sergio Marinangeli | Pierrick Fédrigo     |           |
| 2005 | Daniele Contrini    | Moisés Aldape      | Jérôme Pineau        |           |
| 2006 | Samuel Dumoulin     | Aitor Galdós       | Anthony Geslin       |           |
| 2007 | Rémi Pauriol        | Alexandr Jatuntsev | Yann Huguet          |           |
| 2008 | Kevyn Ista          | Benoît Vaugrenard  | Jérémie Galland      |           |
| 2009 | Jérôme Coppel       | David Le Lay       | Romain Feillu        |           |
| 2010 | Cyril Gautier       | Laurent Pichon     | Benoît Vaugrenard    |           |
| 2011 | Renaud Dion         | Gianni Meersman    | Steven Tronet        |           |
| 2012 | Roberto Ferrari     | Laurent Pichon     | Julien Simon         |           |
| 2013 | Alessandro Malaguti | Yauheni Hutarovich | Justin Jules         |           |
| 2014 | Bryan Coquard       | Julien Simon       | Benoît Jarrier       |           |
| 2015 | Romain Feillu       | Nacer Bouhanni     | Timothy Dupont       |           |
| 2016 | Bryan Coquard       | Clément Venturini  | Samuel Dumoulin      |           |
| 2017 | Laurent Pichon      | Cyril Gautier      | Julien Simon         |           |
| 2018 | Silvan Dillier      | Benoît Vaugrenard  | Justin Mottier       |           |
| 2019 | Marc Sarreau        | Bram Welten        | Clément Venturini    |           |
| 2020 | cancelada           | cancelada          | cancelada            | cancelada |
| 2021 | Arvid de Kleijn     | Emmanuel Morin     | Jason Tesson         |           |
| 2022 | Axel Zingle         | Dorian Godon       | Valentin Ferron      |           |
| 2023 | Fredrik Dversnes    | Kévin Vauquelin    | Louis Barré          |           |
| 2024 | Jenthe Biermans     | Sandy Dujardin     | Alexandre Delettre   |           |
| 2025 | Stian Fredheim      | Paul Penhoët       | Émilien Jeannière    |           |

## Palmarés por países
| País         | Victorias |
| ------------ | --------- |
| Francia      | 15        |
| Italia       | 3         |
| Bélgica      | 3         |
| Estonia      | 2         |
| Noruega      | 2         |
| Alemania     | 1         |
| Suecia       | 1         |
| Suiza        | 1         |
| Países Bajos | 1         |